# Cão da Serra de Aires

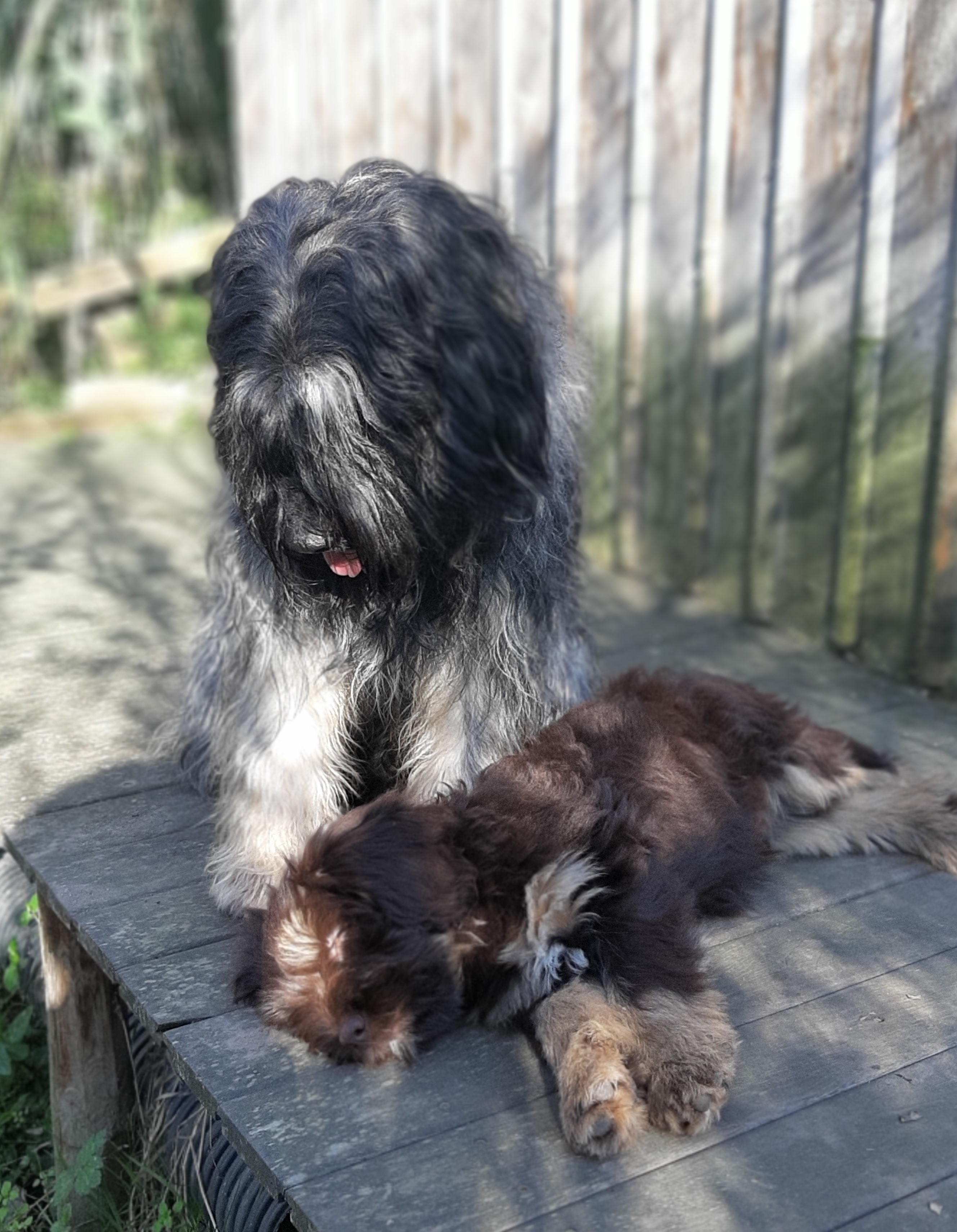
Exemplares fulvo escuro e castanho

O Cão da Serra de Aires é uma raça canina portuguesa, autóctone do Alentejo, da freguesia de Santo Aleixo, concelho de Monforte, distrito de Portalegre. 
O nome da raça advém do nome da herdade do Monte da Serra de Aires, local que é apontado como sendo a origem da raça. Embora essa seja a origem generalizadamente referida e replicada na bibliografia, ela não é totalmente consensual. E muito dificilmente o poderia ser. À data em que foram identificados e recolhidos os primeiros exemplares típicos para caracterização da raça, nos primórdios do século XX, existia disperso pela região um grande número de efectivos com características bem fixadas.    
O aparecimento deste tipo de cão ocorreu em meados do século XIX e está intimamente relacionado com a crescente demanda por lã pela voraz indústria de lanifícios, em resultado da mecanização que este tipo de actividade económica sofreu na sequência da revolução industrial. A produção agrícola competia com a produção pecuária pelos mesmo solos, havendo, por isso, necessidade de proteger os campos agrícolas dos rebanhos aquando da sua passagem. Para isso era necessário um cão inteligente, ligeiro, rápido e resistente, capaz de percorrer grandes distâncias. A redução, ou mesmo desaparecimento, dos grandes predadores dispensava a presença de cães de guarda, de muito maior porte.    

Os cães de pastor, no caso de condução de rebanhos, têm características morfológicas, temperamentais e de trabalho idênticas, integrando diferentes raças dispersas por vários países do continente europeu. Constituem uma família de cães do mesmo tipo e com funções idênticas. As diferenças que as separam resultam de adaptações ao clima e à morfologia dos terrenos das regiões onde se desenvolveram. A ausência de branco é uma das características, entre outras, que distingue o Cão da Serra de Aires das restantes restantes raças continentais.    

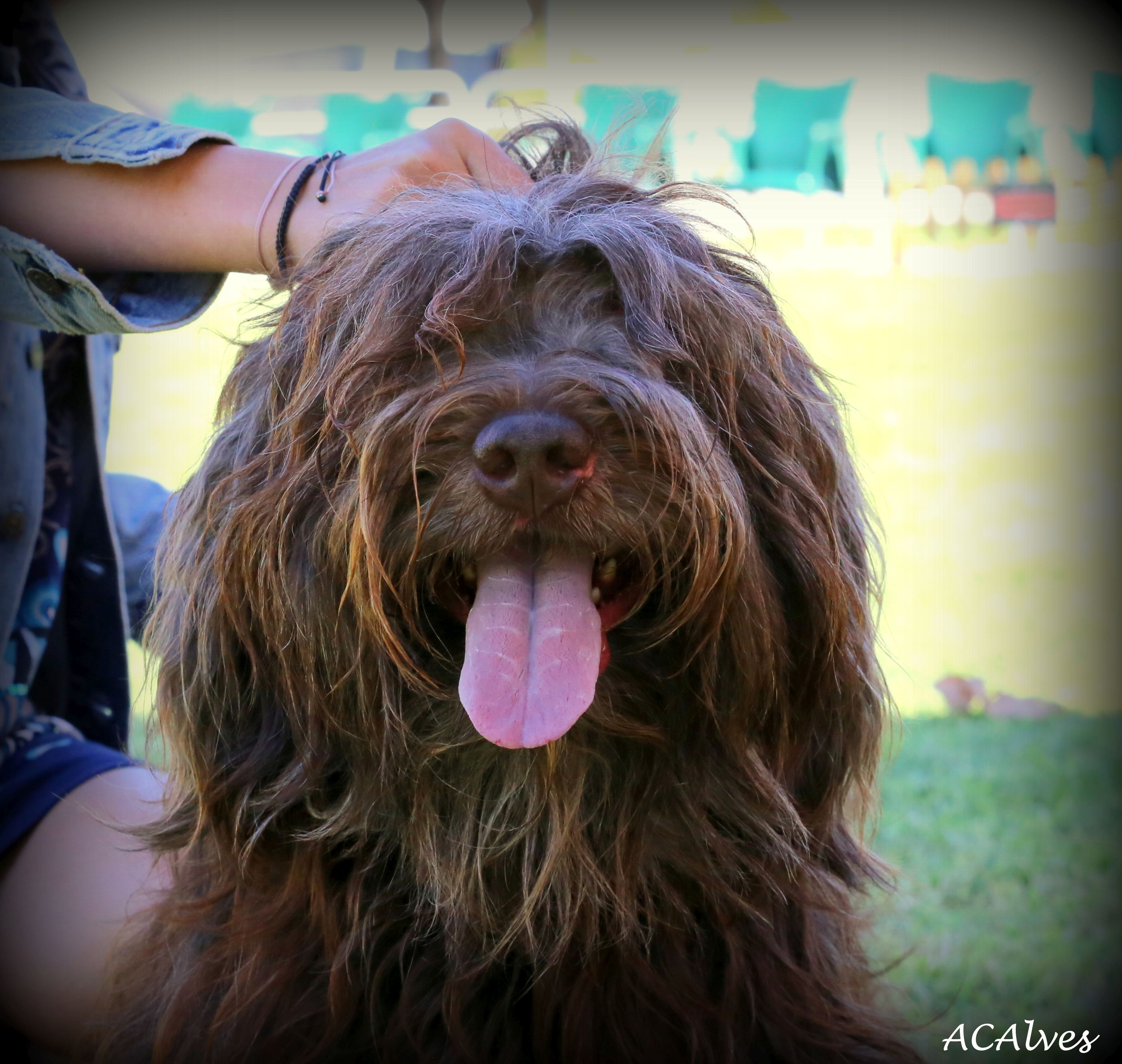
Cabeça do Cão da Serra de Aires

## Características
Cão excepcionalmente inteligente. Alia a um exclusivo e desenvolvido instinto para o pastoreio, dedicado sentido de protecção. É utilizado na condução, principal função, e guarde de rebanhos de ovelhas, cabras, suínos, bovinos e equídeos. A sua funcionalidade abrangente e referencial apetência para a função, levam-no a pastorear qualquer grupo em dispersão, desde galinhas, gansos até perus. Em passeios familiares, num volteio incessante, que alarga até ao necessário, tenta manter todos os elementos em união, em particular as crianças que não deixa de proteger.
É um cão de tamanho médio, ligeiro, extremamente rápido e ágil, o que lhe confere boas capacidades para a prática de "agility", actividade onde tem vindo a ser cada vez mais utilizado com bons resultados. É um animal rústico, de grande sobriedade, resistente e perfeitamente adaptado às grandes amplitudes térmicas do Alentejo, capaz percorrer longas distâncias na condução dos rebanhos.
Tem um carácter reservado, que pode ser confundido com timidez. Muito dedicado à família e protector, sobre a qual mantém observação e vigilância constante. Desconfiado com estranhos não dá facilmente a mão, mas desde que devidamente acompanhado pelo dono, rapidamente integra qualquer "estranho" no grupo que protege. Nobre e leal, é de uma dedicação extrema ao dono, pelo que se diz que "é cão de um só dono"! 
É um cão que aprende sozinho e rapidamente, não sendo necessárias grandes sessões de treino para aprender o que quer que seja. Desde que se sinta feliz e satisfeito com a tarefa, duas ou três repetições bastam para perceber o que se pretende dele. A partir desse momento, é um crescendo de melhoria e perfeição de execução. É importante não forçar o cão. O seu carácter reservado depressa o leva ao  desinteresse e a abandonar tudo o que o sature e não lhe dê prazer.
A socialização é muito importante, e deve começar logo nas primeiras semanas de vida. O contacto com estranhos e multidões deve ser promovido, para que se sinta confortável com ruídos estranhos e novos e movimentos imprevisto. Dotado de uma memória extraordinária, dificilmente esquece por onde passa, e reage a qualquer alteração, objecto novo ou fora de sítio, que se encontre nos espaços que conhece e percorre.

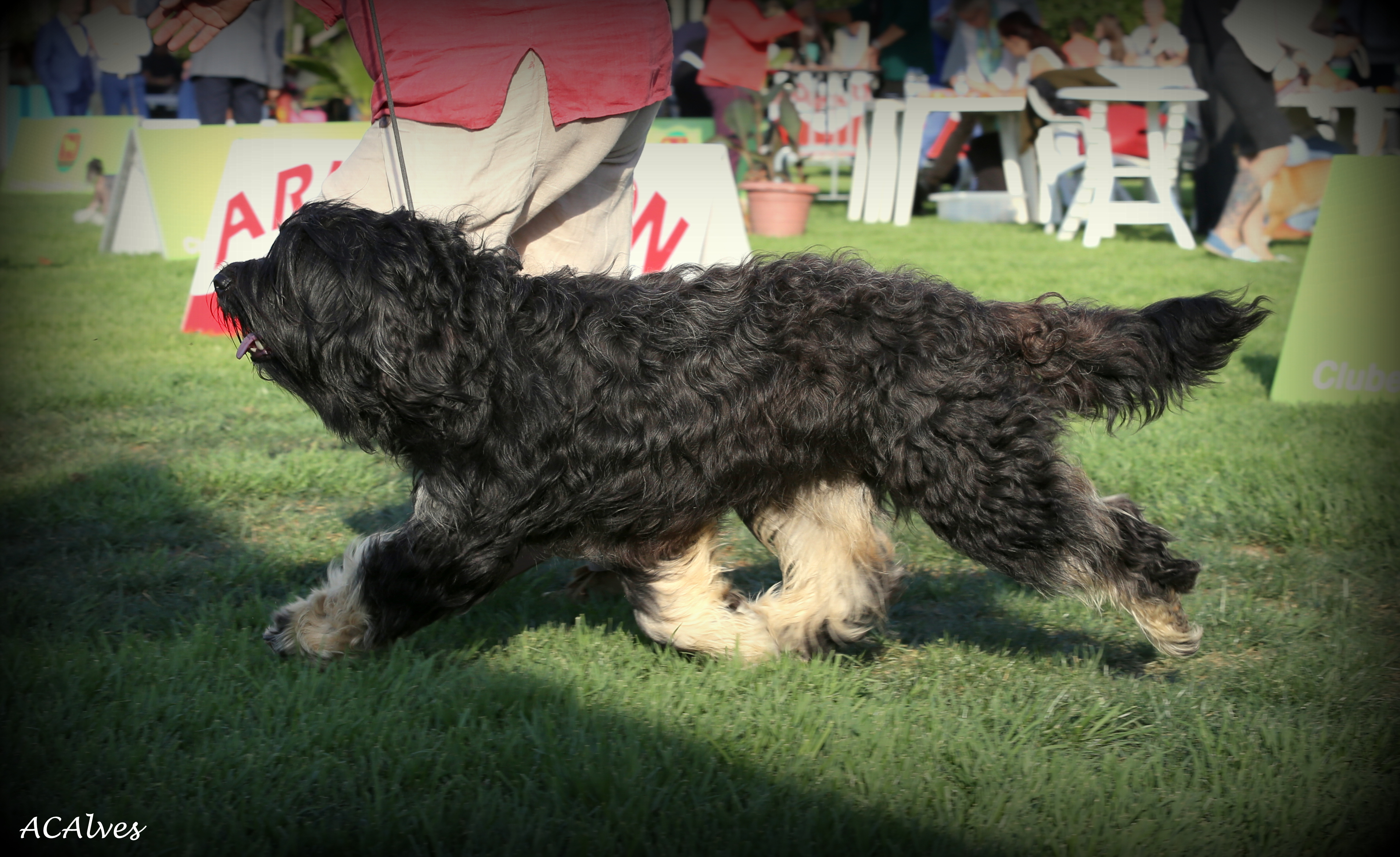
CSA - movimento amplo e elástico

Adapta-se a viver em apartamento, mas não dispensa o espaço exterior e passeios onde pode dar azo àquilo para que é morfologicamente dotado: o trote. O seu movimento é muito característico e apreciado. é um movimento amplo e elástico, em suspensão.

### Pelagem

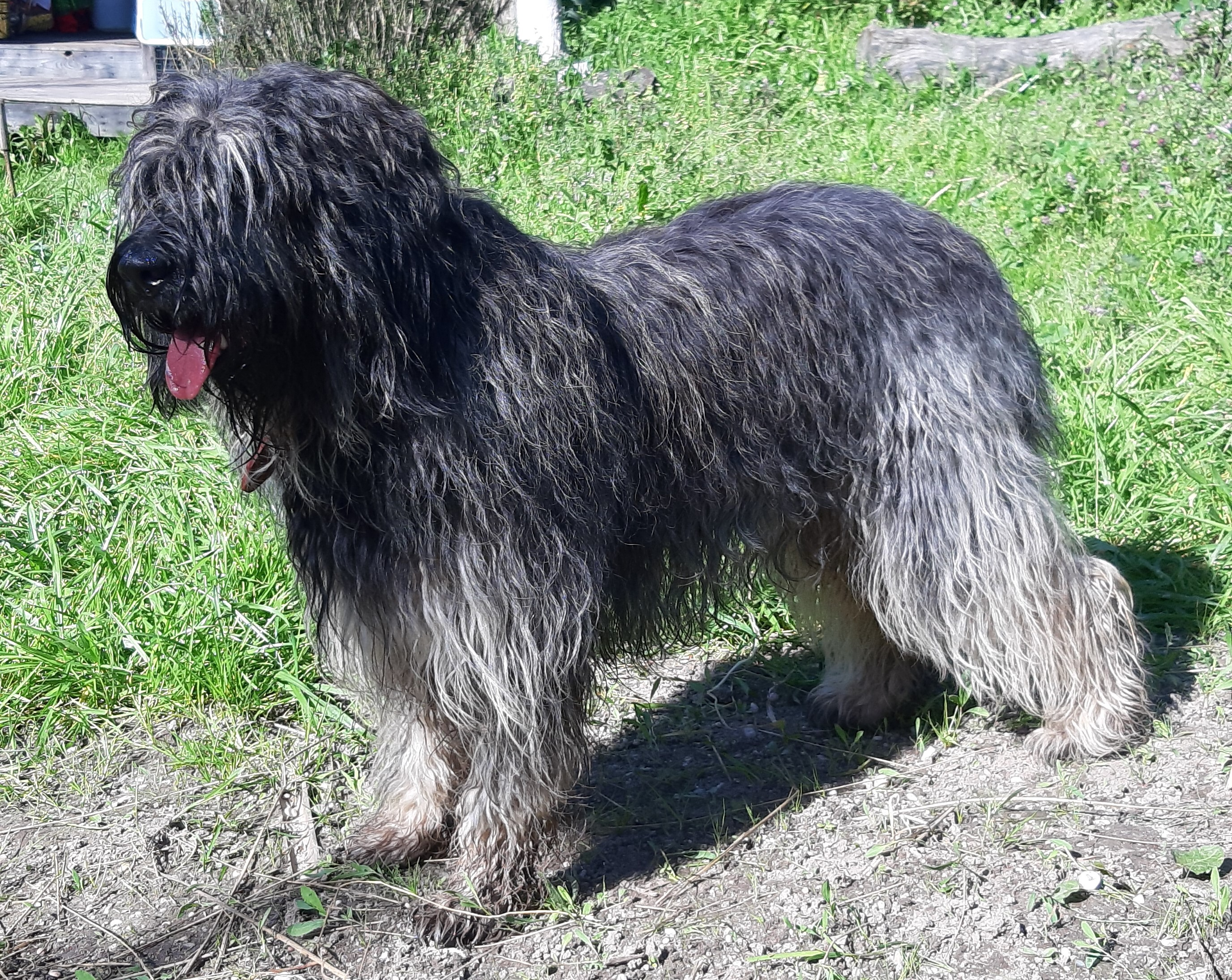
Cão de trabalho

A pelagem é a característica mais diferenciadora e distintiva do Cão da Serra de Aires. É a única raça no mundo de cão de pastor de pêlo comprido que não tem sub-pêlo. É uma pelagem comprida, lisa ou ligeiramente ondulada, podendo chegar, ou mesmo ultrapassar, os 15 cm, de textura cáprea, seca e áspera ao toque. Com fartos bigodes, barbas e sobrancelhas, mas não encobrindo os olhos. A cor mais comum é o preto afogueado, podendo apresentar-se em outras colorações: amarelo, castanho, cinzento, fulvo, e lobeiro, com variedades claro, comum, e escuro ou torrado e preto, mas nunca malhadas, excepto um pequena malha no peitoral. Em todas as variedade de cor, os membros posteriores e anteriores são sempre afogueados, embora, nas variantes mais claras, possa ser mais difícil distinguir o afogueado da cor geral da pelagem. 

### Peso
Os machos medem de 45 cm a 55 cm, e as fêmeas 42 cm a 52 cm. 
O peso deve situar-se entre os 17 e os 27 kg.

## Registo por LOP
Registos dos totais por LOP e por ano (Referência CPC)
| Registo de LOP por ano (Referência CPC) | Registo de LOP por ano (Referência CPC) | Registo de LOP por ano (Referência CPC) | Registo de LOP por ano (Referência CPC) | Registo de LOP por ano (Referência CPC) | Registo de LOP por ano (Referência CPC) | Registo de LOP por ano (Referência CPC) | Registo de LOP por ano (Referência CPC) | Registo de LOP por ano (Referência CPC) | Registo de LOP por ano (Referência CPC) | Registo de LOP por ano (Referência CPC) | Registo de LOP por ano (Referência CPC) | Registo de LOP por ano (Referência CPC) | Registo de LOP por ano (Referência CPC) | Registo de LOP por ano (Referência CPC) | Registo de LOP por ano (Referência CPC) |
| --------------------------------------- | --------------------------------------- | --------------------------------------- | --------------------------------------- | --------------------------------------- | --------------------------------------- | --------------------------------------- | --------------------------------------- | --------------------------------------- | --------------------------------------- | --------------------------------------- | --------------------------------------- | --------------------------------------- | --------------------------------------- | --------------------------------------- | --------------------------------------- |
| 2006                                    | 2007                                    | 2008                                    | 2009                                    | 2010                                    | 2011                                    | 2012                                    | 2013                                    | 2014                                    | 2015                                    | 2016                                    | 2017                                    | 2018                                    | 2019                                    | 2020                                    | 2021                                    |
| 92                                      | 98                                      | 64                                      | 70                                      | 47                                      | 74                                      | 114                                     | 86                                      | 90                                      | 109                                     | 105                                     | 81                                      | 98                                      | 130                                     | 156                                     | 134                                     |